# Ophthalmitis xanthypochlora
Ophthalmitis xanthypochlora là một loài bướm đêm trong họ Geometridae.